# Oxyrhopus marcapatae
Espèce
Synonymes
- Homalocranium marcapatae Boulenger, 1902
- Drepanodon eatoni Ruthven, 1914

Oxyrhopus marcapatae  est une espèce de serpents de la famille des Dipsadidae.

## Répartition
Cette espèce est endémique du Pérou.

## Description
L'holotype de Oxyrhopus marcapatae, une femelle, mesure 390 mm dont 72 mm pour la queue. Cette espèce a la face dorsale rouge avec des barres transversales noires au niveau du dos. Sa face ventrale est jaunâtre avec de grandes taches noires de chaque côté s'intercalant avec les barres transversales du dos. Le dessous de sa queue est tacheté de noir.

## Étymologie
Son nom d'espèce, marcapatae, lui a été donné en référence au lieu de sa découverte, la vallée du río Marcapata dans l'est du Pérou.

## Publication originale
- Boulenger, 1902 : Descriptions of new Batrachians and Reptiles from the Andes of Peru and Bolivia. Annals and Magazine of Natural History, sér. 7, vol. 10, p. 394-402 (texte intégral).